# Моди: Три дня на крыльях безумия
«Моди: Три дня на крыльях безумия» (англ. Modì, Three Days on the Wing of Madness, итал. Modì – Tre giorni sulle ali della follia) — художественный фильм о художнике Амедео Модильяни, режиссёрский проект Джонни Деппа. Главные роли в картине сыграли Риккардо Скамарчо, Антония Деспла, Брюно Гуэри. Премьера состоялась в сентябре 2024 года на 81-м Венецианском кинофестивале.

## Сюжет
Париж, 1916 год. 
Художник Амедео Модильяни зарабатывает на жизнь, пытаясь продать свои картины, которые в основном считаются слишком грустными и/или удручающими, и создавая портреты на заказ. Остальное время он проводит, обильно распивая спиртное и разжигая драки, блуждая с друзьями Морисом Утрилло и Хаимом Сутином, также художниками, и покупая еду своей подруге Розали Тобья, которая оплачивает несколько рисунков. Модильяни имеет мучительные отношения с журналисткой Беатрис Гастингс и хорошие отношения с купцом Леопольдом Зборовским, но даже они, несмотря на рекламу его работ, не могут принести ему реальной прибыли. Художник часто переживает мучительные сны, связанные с войной и смертью.
Модильяни испытывает сильное искушение отказаться от парижских излишеств и вернуться в свой родной Ливорно, но Зборовский сообщает ему, что богатый коллекционер по имени Морис Канья прибудет в течение двух дней из Ниццы, чтобы оценить его работы, посчитав их интересными, и поэтому художник убеждает себя подождать еще сорок восемь часов, прежде чем уехать.
В этот промежуток времени Модильяни, у которого уже проявляются симптомы туберкулёзного менингита, завершает еще один портрет Беатрис, на этот раз обнажённой, как большинство женщин, которые он нарисовал, заканчивает лепку статуэтки в форме головы женщины и пытается остановить как может психические расстройства Утрилло. В очередной ссоре Беатрис собирает вещи и оставляет его.
Когда прибывает Канья, встреча идёт не так, как надеялся Модильяни: коллекционер, который, тем не менее, оказывается очень вежливым и полезным, на самом деле никогда не видел ни одной из его картин, а те три, которые итальянский художник показывает ему, оцениваются всего в шестьдесят франков. Помимо вреда, присутствует и издевательство: Канья гораздо больше интересуется искусством Сутина и советует ливорнцу заниматься скульптурой, а не живописью. Пораженный Модильяни отказывается продать ему статуэтку, которую он сделал незадолго до этого, несмотря на заманчивое предложение, и оскорбляет его.
Оставив Беатрис маленькую голову Донны, Модильяни идёт домой и уничтожает все свои картины; когда его уже бывший партнёр приносит ему статуэтку обратно, он бросает её в Сену. Наконец, охваченный вдохновением, он решает снова приступить к работе, вырезав блок из известняка.

## В ролях
- Риккардо Скамарчо — Амедео Модильяни
- Антония Деспла — Беатрис Гастингс
- Брюно Гуэри — Морис Утрилло
- Стивен Грэм — Леопольд Зборовский
- Райан Макпарланд — Хаим Сутин
- Бенжамен Лаверн — месьё Пети
- Луиза Раньери — Розали Тобья
- Аль Пачино — Морис Ганья
- Салли Филлипс — жена генерала

## Производство и релиз
Сценарий фильма написали Ежи Кромоловски и Мария Олсон-Кромоловски. Для Деппа «Моди» — второй режиссёрский проект (после картины «Храбрец» 1997 года). К 11 мая 2023 года Депп собрал основной актёрский ансамбль. Съёмки картины начались осенью 2023 года в Будапеште. В январе 2024 года в Лос-Анджелесе прошли съёмки сцен с участием Аль Пачино. В феврале 2024 года было снято несколько сцен в Турине.
Премьера картины состоялась в сентябре 2024 года на 81-м Венецианском кинофестивале.